# هری وارنر
هری وارنر (انگلیسی: Harry Warner؛ ۱۲ دسامبر ۱۸۸۱ – ۲۵ ژوئیهٔ ۱۹۵۸) کارآفرین، تهیه‌کننده، بازرگان و مدیر ارشد اجرایی آمریکایی بود، که با مشارکت سه برادرش سام وارنر، جک وارنر و آلبرت وارنر شرکت وارنر برادرز را تأسیس نمود. وی بین سال‌های ۱۹۰۳ تا ۱۹۵۸ میلادی فعالیت می‌کرد.